# جان بي. بولسين
جان بي. بولسين (بالدنماركية: Jan B. Poulsen)‏ (23 مارس 1946 في الدنمارك - ) هو مدرب كرة قدم ولاعب كرة قدم دانمركي في مركز الوسط. لعب مع بولدكلوبن فرم.

## وصلات خارجية
- جان بي. بولسين على موقع قاعدة بيانات كرة القدم.إي يو (الإنجليزية)